# Giorgi Mudżaridze
Giorgi Mudżaridze (gruz. გიორგი მუჯარიძე; ur. 22 marca 1998) – gruziński lekkoatleta specjalizujący się w pchnięciu kulą, olimpijczyk z Tokio, uczestnik mistrzostw Europy na stadionie i w hali. Rekordzista kraju w konkurencji pchnięcia kulą.

## Przebieg kariery
Po raz pierwszy w zawodach międzynarodowych wystąpił w ramach rozgrywanego w Utrechcie letniego olimpijskiego festiwalu młodzieży Europy, wówczas zajął 9. pozycję w konkurencji pchnięcia kulą o wadze 5 kg. Rok później zaś uczestniczył w letnich igrzyskach olimpijskich młodzieży, gdzie zajął 2. pozycję w finale B w konkurencji pchnięcia kulą (waga 5 kg), jak również uczestniczył w konkurencji sztafety 8 × 100 m i odpadł w fazie eliminacji. W 2015 brał udział w mistrzostwach świata U-18, gdzie wywalczył 12. pozycję, a w 2016 roku był uczestnikiem mistrzostw globu U-20, na których zajął 10. pozycję w fazie eliminacyjnej.
W 2018 wystąpił na mistrzostwach Europy, udział w nich zakończył w eliminacjach, zajmując 12. pozycję w swej kolejce, rok później zaś był uczestnikiem halowych mistrzostw kontynentu w Glasgow – tam także odpadł w eliminacjach.
Brał udział w letnich igrzyskach olimpijskich w Tokio. Udział na igrzyskach zakończył w fazie eliminacji, zajmując w swej grupie 15. pozycję z rezultatem 19,76 m.
Reprezentant kraju na drużynowych mistrzostwach Europy.
W 2022 otrzymał dwa medale mistrzostw krajów bałkańskich – w hali wywalczył złoty medal, na stadionie zaś sięgnął po brązowy medal.
W 2019 i 2022 roku wywalczył tytuł mistrza kraju.

## Osiągnięcia
| Rok     | Zawody                                     | Miasto    | Miejsce | Konkurencja           | Wynik   |
| ------- | ------------------------------------------ | --------- | ------- | --------------------- | ------- |
| 2013    | Letni olimpijski festiwal młodzieży Europy | Utrecht   | 9.      | pchnięcie kulą (5 kg) | 15,76   |
| 2014    | Letnie igrzyska olimpijskie młodzieży      | Nankin    | 2. FB   | pchnięcie kulą (5 kg) | 17,90   |
| 2014    | Letnie igrzyska olimpijskie młodzieży      | Nankin    | 3. H    | sztafeta 8 × 100 m    | 1:44,93 |
| 2015    | Mistrzostwa świata juniorów młodszych      | Cali      | 12.     | pchnięcie kulą (5 kg) | 18,90   |
| 2016    | Mistrzostwa świata juniorów                | Bydgoszcz | 10. H   | pchnięcie kulą (6 kg) | 17,18   |
| 2017    | Drużynowe mistrzostwa Europy               | Marsa     | 4.      | pchnięcie kulą        | 18,14   |
| 2017    | Drużynowe mistrzostwa Europy               | Marsa     | 1.      | rzut dyskiem          | 47,66   |
| 2017    | Mistrzostwa Europy juniorów                | Grosseto  | 6. H    | pchnięcie kulą (6 kg) | 18,39   |
| 2018    | Halowe mistrzostwa krajów bałkańskich      | Stambuł   | 7.      | pchnięcie kulą        | 18,58   |
| 2018    | Mistrzostwa Europy                         | Berlin    | 12. H   | pchnięcie kulą        | 19,18   |
| 2019    | Halowe mistrzostwa krajów bałkańskich      | Stambuł   | 4.      | pchnięcie kulą        | 19,66   |
| 2019    | Halowe mistrzostwa Europy                  | Glasgow   | 16. H   | pchnięcie kulą        | 19,46   |
| 2019    | Młodzieżowe mistrzostwa Europy             | Gävle     | 5.      | pchnięcie kulą        | 19,33   |
| 2019    | Drużynowe mistrzostwa Europy               | Varaždin  | 4.      | pchnięcie kulą        | 18,14   |
| 2019    | Mistrzostwa krajów bałkańskich             | Prawec    | 5.      | pchnięcie kulą        | 19,30   |
| 2021    | Halowe mistrzostwa Europy                  | Toruń     | 13. H   | pchnięcie kulą        | 19,22   |
| 2021    | Drużynowe mistrzostwa Europy               | Limassol  | 5.      | pchnięcie kulą        | 19,48   |
| 2021    | Mistrzostwa krajów bałkańskich             | Smederevo | 6.      | pchnięcie kulą        | 19,55   |
| 2021    | Letnie igrzyska olimpijskie                | Tokio     | 15. H   | pchnięcie kulą        | 19,76   |
| 2022    | Halowe mistrzostwa krajów bałkańskich      | Stambuł   | 1.      | pchnięcie kulą        | 20,22   |
| 2022    | Mistrzostwa krajów bałkańskich             | Krajowa   | 3.      | pchnięcie kulą        | 19,76   |
| 2022    | Mistrzostwa Europy                         | Monachium | 9. H    | pchnięcie kulą        | 19,43   |
| 2023    | Halowe mistrzostwa Europy                  | Stambuł   | 13. H   | pchnięcie kulą        | 19,05   |
| 2023    | Drużynowe mistrzostwa Europy (III dywizja) | Chorzów   | 4.      | pchnięcie kulą        | 18,94   |
| 2023    | Mistrzostwa krajów bałkańskich             | Kraljevo  | 6.      | pchnięcie kulą        | 18,21   |
| 2024    | Halowe mistrzostwa krajów bałkańskich      | Stambuł   | 3.      | pchnięcie kulą        | 19,19   |
| 2024    | Mistrzostwa krajów bałkańskich             | Izmir     | 4.      | pchnięcie kulą        | 19,70   |
| 2024    | Mistrzostwa Europy                         | Rzym      | 9. H    | pchnięcie kulą        | 18,99   |
| 2025    | Halowe mistrzostwa Europy                  | Apeldoorn | 13. H   | pchnięcie kulą        | 19,37   |
| 2025    | Drużynowe mistrzostwa Europy (III dywizja) | Maribor   | 1.      | pchnięcie kulą        | 19,80   |
| Źródło: |                                            |           |         |                       |         |

## Rekordy życiowe
Jego rekordy życiowe osiągnięte zarówno na stadionie, jak i w hali są równocześnie rekordami Gruzji. Na stadionie rekord to 21,17 m i został on ustanowiony 21 maja 2022 roku w Tbilisi, natomiast halowy rekord to 21,21 m i został ustanowiony 8 lutego 2020 roku w Tbilisi.